# Вейку
Вейку (греч. Βεΐκου) — район Афин, расположенный на южном склоне холма Турковуния. Граничит с пригородом Афин Галацион.
В районе существует одноименный парк, который считается одним из самых популярных в городе, наряду с Национальным садом.